# Михаил Тумасов
Михаил Тумасов руски је ЛГБТ+ активиста.
Године 2011. основао је ЛГБТ покрет Аверс у Самари као одговор на оно што је било познато као Милонов закон, који је ефектно забранио "пропаганду хомосексуализма". Раније је радио са Међурегионалним покретом руске ЛГБТ популације, а сада је директор мреже за Руску ЛГБТ мрежу.
Током 2012. године нападнут је киселином након што је изашао из ормара код пријатеља.